# Roberto, 1.º Conde de Gloucester
Roberto FitzRoy, 1.º Conde de Gloucester (antes de 1100 – 31 de outubro de 1147) foi um dos filhos ilegítimos do Rei Henrique I da Inglaterra. Ele também é chamado de "Roberto, o Ruivo", "Roberto de Caen" e "Roberto, o Consul". Ele era meio irmão de Matilde de Inglaterra e seu principal comandante militar durante a guerra civil chamada de a Anarquia, em que ela lutou pelo trono inglês contra Estêvão de Blois.

## Vida
Roberto provavelmente era o filho bastardo mais velho de Henrique I. Ele nasceu antes de seu pai se tornar rei na Inglaterra. Sua mãe pode ter sido a princesa galesa Nest ferch Rhys, filha de Rhys ap Tewdwr. Sua mãe também pode ter sido de Oxfordshire, já que várias mulheres da região foram amantes de Henrique.
Seu pai arranjou seu casamento com Mabel FitzRobert, filha e herdeira de Roberto FitzHamon; a cerimônia ocorreu em junho de 1119 na cidade de Lisieux, França. Sua esposa lhe trouxe grandes propriedades em Gloucester, Inglaterra, e Glamorgan, País de Gales, além de estados menores na Sainte-Scholasse-sur-Sarthe, Évrecy e Creully, Normandia. Depois do naufrágio do White Ship em 1120 e provavelmente por causa de sua casamento, Henrique lhe concedeu o título de Conde de Gloucester.
Após a morte de Henrique I em 1135, sem herdeiros legítimos com a exceção de sua filha Matilde de Inglaterra, Estêvão de Blois tomou o trono. Nas duas décadas seguintes, Estêvão e Matilde travaram na Inglaterra uma guerra civil chamada de a Anarquia. Roberto, durante grande parte do conflito, foi o principal comandante militar de sua meia irmã.
Em 2 de fevereiro de 1141, Estêvão foi capturado na Batalha de Lincoln, dando a Matilde a oportunidade de tomar o trono. Entretanto, os cidadãos de Londres a rejeitaram e ela não foi coroada. Meses depois, em 14 de setembro, Roberto foi derrotado no Tumulto de Winchester e capturado perto de Stockbridge. Os dois lados decidiram trocar Estêvão e Roberto, assim os dois foram libertados mas Estêvão continuou no trono.
Roberto morreu em 31 de outubro de 1147 no Castelo de Bristol, Sudoeste da Inglaterra, onde Estêvão havia sido aprisionado. Ele foi enterrado no Priorado de Santiago, Bristol, fundado pelo próprio. Seu filho Guilherme o sucedeu como Conde de Gloucester.